# Batalha de Świecino

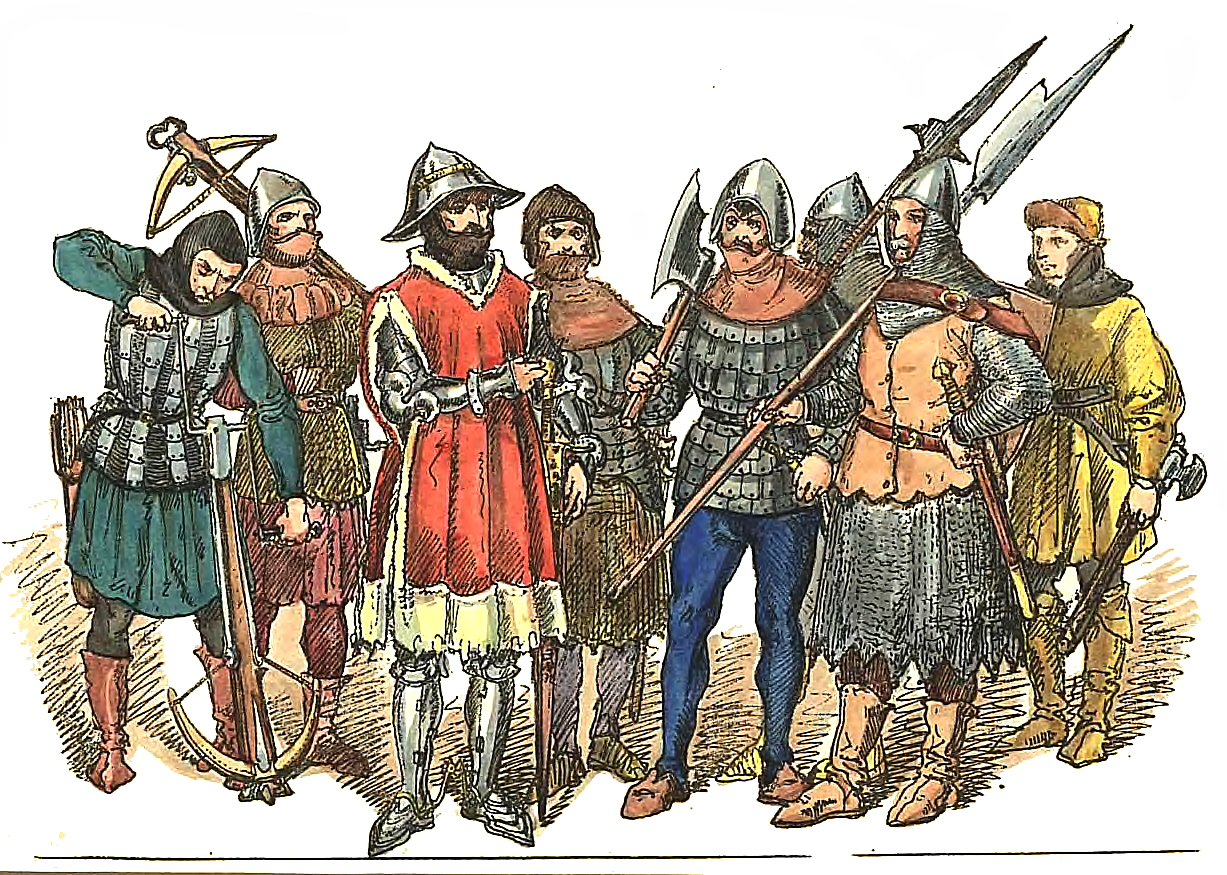
Cavaleiros Poloneses 1447-1492

A Batalha de Świecino (nomeada em homenagem à vila de Świecino, perto do Lago Żarnowiec, norte da Polônia) também chamada de Batalha de Żarnowiec ou em alemão Die Schlacht bei Schwetz, ocorreu em 17 de setembro de 1462 durante a Guerra dos Treze Anos. As forças polonesas, comandadas por Piotr Dunin e compostas por cerca de 2 000 mercenários e poloneses, derrotaram decisivamente o exército de 2 700 homens dos Cavaleiros Teutônicos, comandados por Fritz Raweneck e Comandante da Ordem Kaspar Nostitz (Nostyc). Forças auxiliares enviadas por Duke Érico II da Pomerânia, aliado temporário dos Cavaleiros Teutônicos, não entrou na batalha.